# Eupen-Malmedy

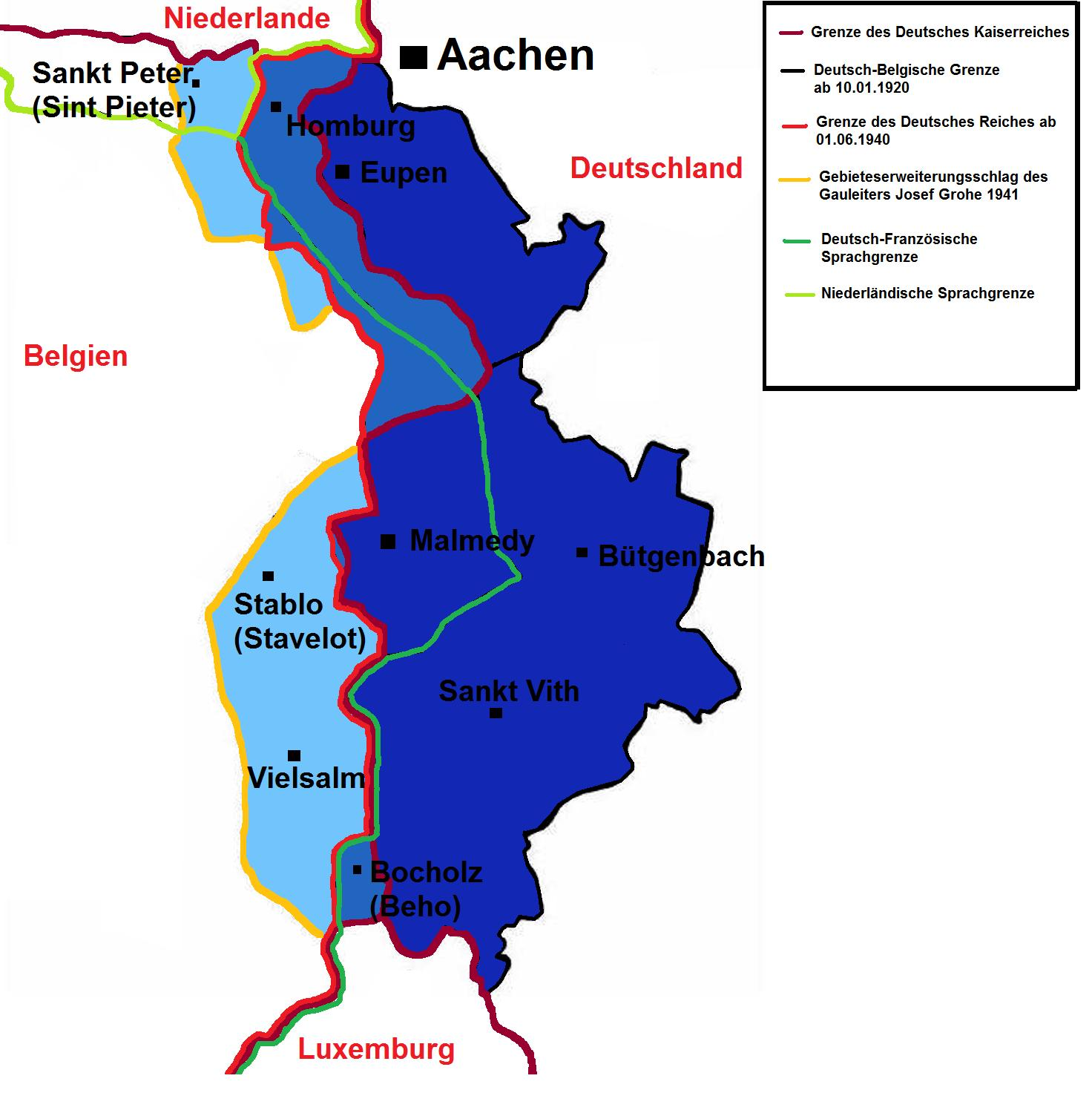
Canvis de frontera d'Eupen-Malmedy entre 1920 i 1945

Eupen-Malmedy, o els Cantons de l'Est (en alemany, die Ostkantone; en francès, les Cantons de l'Est; en neerlandès, de Oostkantons), són un grup de cantons de Bèlgica, integrada pels antics districtes prussians de (Kreise en alemany): Malmedy i Eupen, juntament amb Moresnet Neutral. Els belgues francòfons també els anomenaven cantons rédimés. Aquests territoris van ser annexionats a Bèlgica el 1920 pel Tractat de Versalles.

## Administració actual
A principis de la dècada de 1920, els municipis que componen aquests territoris van ser reagrupats en tres districtes: Eupen, Malmedy, i Sankt Vith. Després de les fusions municipals belgues de 1976-1977, els 11 municipis que comparteixen el territori dels cantons de l'est es van reagrupar al seu estat actual de la següent manera:
Districte d'Eupen:
- Eupen (Eupen i Kettenis)
- Kelmis, en francès La Calamine (Kelmis, Neu-Moresnet i Hergenrath)
- Moresnet (Lontzen i Walhorn)
- Raeren (Raeren, Eynatten i Hauset)

Districte de Sankt Vith:
- Sankt Vith, en francès Saint-Vith, (Sankt Vith, Crombach, Lommersweiler, Schönberg i Recht)
- Bütgenbach, en francès Butgenbach, (Bütgenbach i Elsenborn)
- Büllingen, en francès Bullange, (Büllingen, Manderfeld i Rocherath)
- Amel, en francès Amblève, (Amel, Heppenbach i Meyerode)
- Burg-Reuland (Reuland i Thommen)

Districte de Malmedy :
- Malmedy (Malmedy, Bévercé i Bellevaux-Ligneuville)
  - Waimes, en alemany Weismes (Waimes, Faymonville i Robertville)

## Idiomes que es parlen a l'àrea
La situació lingüística de la zona més àmplia és complexa, ja que es troba a la frontera entre les llengües romàniques i les llengües germàniques i en una divisió isoglossa de diversos dialectes alemanys. En general, en les últimes dècades, els dialectes locals han perdut terreny davant de l'alemany i del francès.

Històricament, a Aubel, Baelen, Plombières, Welkenraedt (municipis veïns belgues), Eupen, Kelmis i Lontzen, els idiomes locals han estat classificats com a Limburguès, o millor com a Baix Dietsch, els habitants de Raeren Fràncic ripuari i els del districte de Sankt Vith Fràncic mosel·là (luxemburguès), tots els quals estan més relacionats amb l'alemany. D'altra banda, la majoria de les persones que viuen a Malmedy i Waimes parlen Való o francès, amb una minoria de germanòfons. Algunes de les tradicions folklòriques i de carnaval encara es troben en való. Aquest és també el cas dels nens: 
"Els desitjos de l'Any Nou amb prou feines han estat pronunciades quan els nens comencen a rondar casa a casa per tal de celebrar els tres reis. Els grups individuals canten una cançó a les portes i exigeixen un "lôtire" pels seus esforços, en altres paraules, una petita llaminadura. Canten en való i diuen que els reis els han enviat ". 
El cantons de l'est, tant en el seu conjunt, no s'ha de confondre amb la regió germanòfona creada el 1963, o amb la Comunitat Germanòfona de Bèlgica, que no inclou les àrees (més petites) de Malmedy i Waimes.

## Abans de 1795
Històricament, aquests territoris tenien poc en comú. La part nord al voltant d'Eupen va ser originalment part del Ducat de Limburg, una dependència del Ducat de Brabant, i els últims anys va ser propietat de la Casa d'Àustria, com a part dels Països Baixos austríacs. La part sud (és a dir, més o menys el que ara és el districte de Sankt Vith) pertanyia al Ducat de Luxemburg. El petit poble de Manderfeld-Schönberg pertanyia a l'Arquebisbat de Trèveris. Malmedy i Waimes, excepte el poble de Faymonville, eren part de l'principat abacial de Stavelot-Malmedy que era - com Luxemburg i Trèveris - un Estat Imperial del Sacre Imperi Romanogermànic.

## 1795-1815: L'annexió francesa
El 1795, com l'Exèrcit Revolucionari Francès va entrar als Països Baixos austríacs, l'àrea va ser també presa i, finalment, incorporada en la seva totalitat al departament francès de l'Ourthe.

## 1815-1919: Administració prussiana

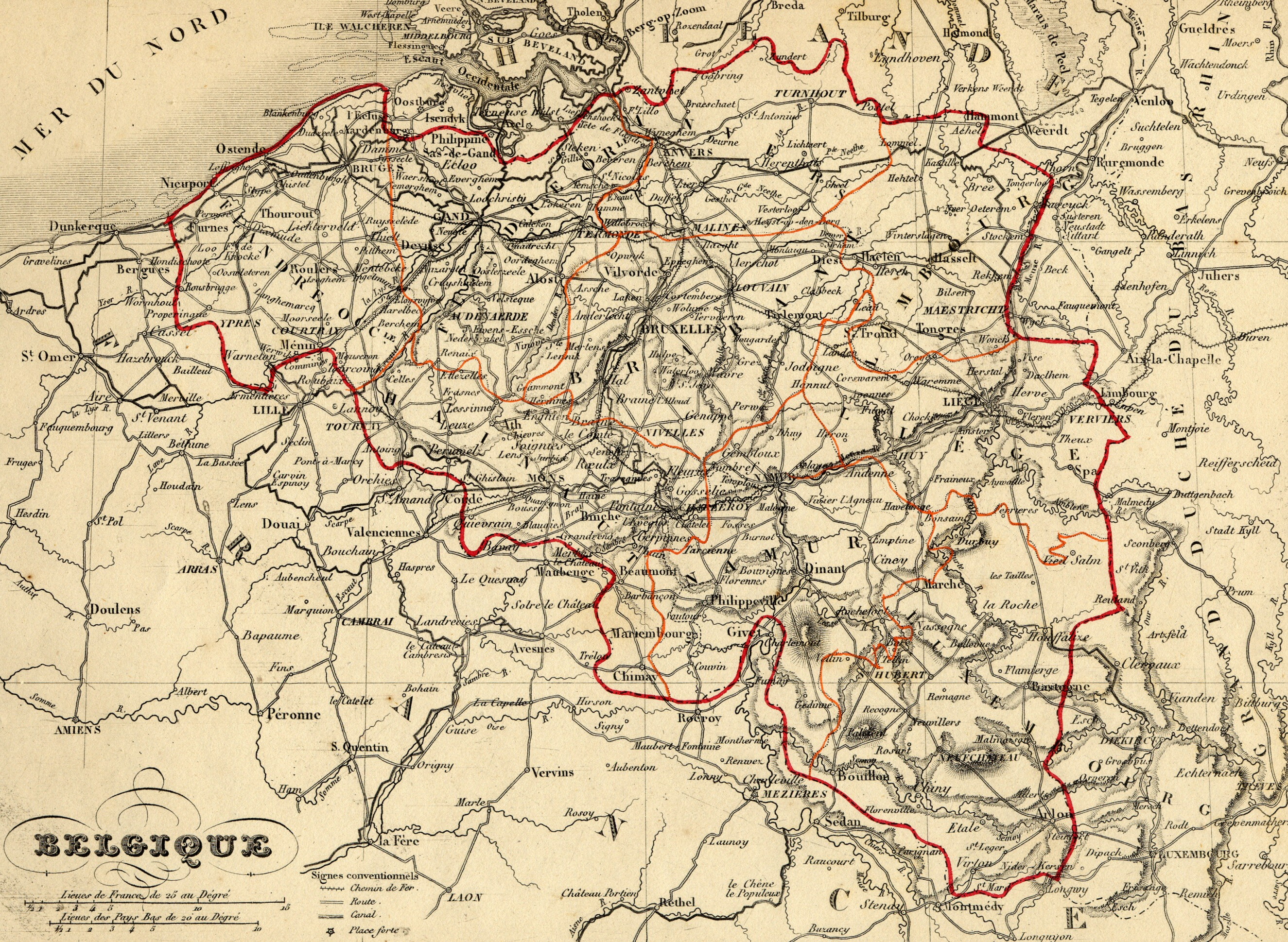
Mapa de Bèlgica el 1843: Eupen i els cantons de l'est són prussians.

Al Congrés de Viena, tota l'àrea va ser atorgada a la Renània prussiana. Al nord-oest de la zona, Moresnet, cobejat tant pels Països Baixos i per Prússia per la seva calamina, va ser declarada territori neutral. Després de 1830, la tutela del 50% dels Països Baixos va passar a mans de la recent independència de Bèlgica, i això va seguir sent així fins i tot després de 1839, quan Bèlgica va abandonar les seves pretensions cap al veí limburg holandès.
Aquest canvi no va afectar significativament als habitants d'aquesta regió. Els canvis van transcórrer sense problemes per les parles franceses o valones de Malmedy, fins i tot el municipi de Malmedy se li va permetre continuar utilitzant el francès per a la seva administració.
Per exemple, durant una visita a la ciutat el 1856, el rei Frederic Guillem IV de Prússia es va creure el que havia dit: "Estic orgullós de tenir al meu regne un petit país on es parla francès." Pel poble de Malmedy, això eventualment canviaria quan alemany es va implantar com a única llengua administrativa oficial. Això no va ser un problema per a Eupen i St Vith però no a Malmedy-Waimes. Hi va haver certa resistència al canvi: per exemple, els sacerdots catòlics romans, que tenien prohibit predicar en francès van començar a predicar en való per tal d'evitar haver de predicar en alemany.
La major part del territori havia parlat durant segles alemany o dialectes alemanys, amb el való sent parlat per prop de dos terços de la població en el moment en què va ser creat el recent districte de Malmedy, el 1816.
El districte germanòfon de Sankt Vith aclaparadorament més al sud va ser, el 1821, es va unir a la comarca de Malmedy per formar un nou districte, molt més gran de Malmedy que llavors tenia una majoria de parla alemanya. Segons el cens de població d'1 desembre 1900 aquest nou districte de Malmedy tenia només una minoria de 28,7% d'habitants de parla valona. El districte més petit però més poblada d'Eupen va ser gairebé íntegrament germanòfona, amb minories de parla valona i francesa que constitueixen menys del 5%. A principis de la Primera Guerra Mundial, la majoria dels habitants dels districtes d'Eupen i Malmedy es consideraven alemanys i durant la guerra van lluitar per l'imperi alemany.

## 1919-1925: L'administració provisional belga
El 1918, com que la Primera Guerra Mundial estava arribant a la seva fi, el Govern francès va determinar l'augment de mida del territori belga, a costa d'Alemanya. Els francesos van intentar annexionar Saarland i van persuadir de la neutralitat dels Països Baixos per intercanviar territori reclamat per Bèlgica el 1830, però va renunciar el 1839 (Limburg holandès, i Flandes zelandès) amb el territori alemany que havia estat alguna vegada holandès: Bentheim, Emden i el Comtat de Clèveris.
Frustrats en aquests intents, els francesos es va alinear amb la reclamació de Bèlgica als cantons "perduts" d'Eupen, Malmedy i Sankt Vith. El 1920, el Tractat de Versalles va concedir a totes les comunitats de forma provisional a Bèlgica. Es va produir un període de transició de cinc anys sota el comandament del Reial Alt Comissionat, el general Herman Baltia. Sota la pressió dels Estats Units, els objectius bèl·lics havien inclòs la sobirania popular, i d'acord amb l'article 34 del Tractat, es va planificar un plebiscit entre el dia 26 de gener i 23 de juliol de 1920, per ordre de Baltia. Tanmateix, no era una votació secreta. Els habitants dels cantons que es van oposar a l'annexió havien de registrar-se (pel seu nom) a la sala de festes. Aquest procediment va donar lloc a una massiva intimidació. La gent se'ls va fer creure que si algú s'oposa a l'annexió per part de Bèlgica no rebria la nacionalitat belga, i seria deportat a Alemanya o almenys tenir les seves targetes de racionament d'aliments, i com a resultat algunes registrat.

## 1925-1940: La integració a Bèlgica
Per tant, hi va haver plebiscit real, i si escau, dels 33.726 persones que van anar a votar, només 271 van votar a favor de romandre a Alemanya.
El 1925, l'àrea del voltant d'Eupen, Malmedy, i Sankt Vith, juntament amb l'antic Moresnet Neutral (Kelmis) es va incloure finalment en l'estat belga. No obstant això, el 1926, Bèlgica i la República de Weimar van portar a terme negociacions secretes que hauria donat lloc a la devolució dels cantons de l'est d'Alemanya a canvi de 200 milions de marcs d'or, però la fúria del Govern francès en escoltar sobre el pla va portar a la ruptura de les converses.
Després que els habitants dels cantons de l'est, van rebre finalment la plena nacionalitat belga i de vot, els partits que estaven a favor d'un retorn dels cantons de l'est a l'Alemanya van aconseguir entre el 44% i el 57% dels vots en els cantons de l'est, aconseguint puntuacions altes fins i tot en la seva major part a la Malmedy francòfona. Després de l'arribada al poder d'Adolf Hitler, el partit socialista dels cantons de l'est va aturar l'agitació per a un retorn a Alemanya. Això va provocar una caiguda en la votació irredempta però també significava que el vot a favor d'Alemanya estava ara dominada pels obertament nazis "Front Heimattreue".

## 1940-1945: Annexió a Alemanya

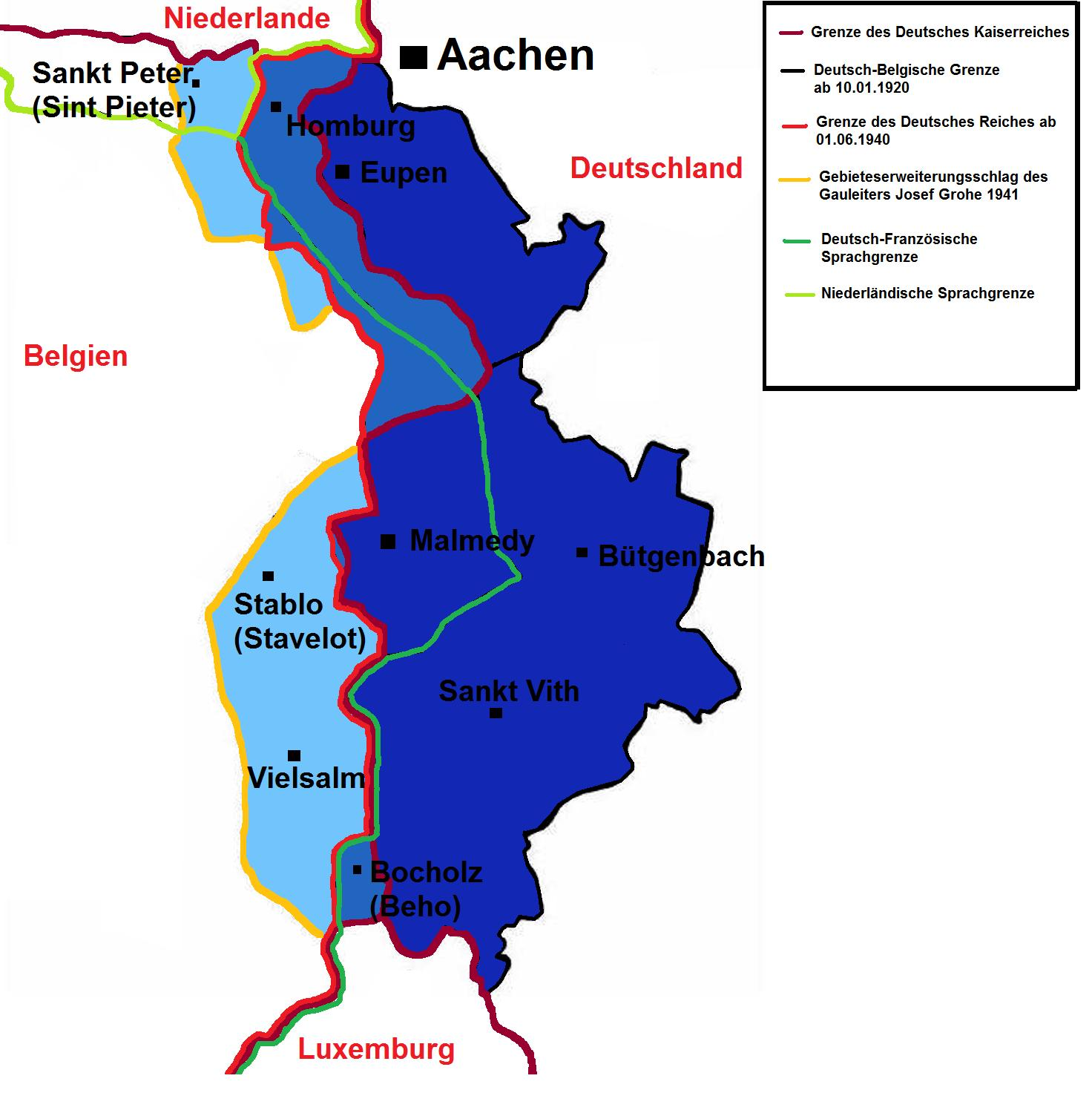
Canvis de fronteres d'Eupen-Malmedy entre 1920 i 1945

Durant la Segona Guerra Mundial els Cantons de l'Est (i alguns altres petits pobles que havien estat belgues, però l'any 1914 germanòfols) van ser annexionats per l'Alemanya nazi, amb el clar consentiment de la majoria dels habitants. El suport a la presa de control alemany va erosionar fortament després de la invasió alemanya de la Unió Soviètica i el posterior reclutament de la majoria de la població masculina en l'exèrcit alemany (de 8.700 redactats nous alemanys, 3.200 van morir a l'Est). El desembre del 1944 les incursions de bombarders van destruir primer Malmedy, a continuació, gairebé del tot Sankt Vith. Moltes comunitats van ser igualment afectades per la batalla de les Ardenes de 1944 a 1945. De fet, la part sud dels Cantons de l'Est va ser l'escenari de dures batalles, incloses St Vith, Rocherath-Krinkelt, Bütgenbach i molts altres.

## 1945: El retorn a Bèlgica
Després de la guerra, l'Estat belga es va reafirmar la sobirania sobre la zona, fet que va provocar que els habitants masculins de la zona que havien servit en l'exèrcit alemany van perdre els seus drets civils com a "traïdors a l'estat belga". Després de la guerra, les autoritats belgues es van obrir més de 15.000 consultes procediments contra ciutadans d'Eupen-Malmedy, el que va representar el 25% de la població. En comparació, per al conjunt de Bèlgica, aquestes investigacions refereix a menys d'un 5% de la població. Tot i que la relació dels judicis i condemnes efectives en comparació amb el nombre d'arxius oberts va ser menor que la mitjana nacional de Bèlgica, és clar que aquesta repressió necessitaria temps per desaparèixer aquestes cicatrius.
La mala sang causada per la reticència del govern belga per posar remei a la situació jurídica relativa a l'annexió (només reparació mitjançant una llei d'amnistia el 1989), donaria lloc a l'aparició d'un partit alemany de nacionalitat belga, El PDB, o Partit Germanòfon Belga. El PDB (que a nivell europeu coopera tant amb el Partit Nacional Escocès els Verds) els drets de la minoria alemanya no ha agitat per un retorn a Alemanya, però ha advocat un increment a Bèlgica, inclosa la plena igualtat amb el flamenc i grups lingüístics valons.
Les nou comunitats de germanòfones dels cantons de l'est ara comprenen la Comunitat Germanòfona de Bèlgica, mentre Malmedy i Waimes són part de la Comunitat Francesa de Bèlgica. Hi ha drets protegits per la llengua minoritària en les dues àrees.

## Cronologia
- 6 març 1815: part Malmedy de Prússia (a partir de 1871 d'Alemanya).
- 1918 - 1920: Sota l'ocupació aliada (britànica per a agost de 1919, després de Bèlgica).
- 28 juny 1919: cedit a Bèlgica per Alemanya en virtut del Tractat de Versalles.
- 20 setembre 1920: Eupen, Malmedy i Sankt-Vith són annexats (totalment reincorporats el 1925).
- 1926 El govern belga vol "vendre" els cantons de l'est a la República de Weimar. França s'hi oposa furiosament.
- 29 juliol 1940 a febrer 1945: Eupen, Malmedy i Sankt-Vith van ser annexionats a Alemanya, juntament amb el poble de Luxemburg de Beho (Bocholz rebatejada) i l'antiga Moresnet Neutral (que eren part de la província del Rin de Prússia i dins d'aquesta província de part d'Aachen Regierungsbezirk).
- 1956 Tractat de pau Belgo-alemany. La República Federal d'Alemanya reconeix la il·legalitat de l'annexió de 1940.
- 1960-1964 La frontera lingüística belga va ser fixada i finalment divideix els cantons de l'est. Eupen, Sankt Vith i altres es van convertir en francoparlants amb privilegis especials per als francòfons, Malmedy i Waimes s'uneixen Aubel, Welkenraedt, Bleiberg i Baelen com a francoparlants amb (potencials) privilegis especials per als que hi parlen alemany.
- 18 juliol 1966 la llei belga sobre l'ús de la llengua per part del govern local i nacional. S'esmenta la "regió de la llengua alemanya". Serveis del govern federal per respondre a les consultes d'alemanys d'un membre del públic en general en alemany.
- 1973 El Consell de la Comunitat germanòfona va ser configurat.
- 1989 La llei de Nova Amnistia, desfent els efectes jurídics de l'annexió i el seu buidament.
- 1993 L'Executiu del Consell de la Comunitat germanòfona és reconegut com un dels governs regionals belgues en la nova constitució federal. L'àrea de parla alemanya segueix sent una part de la zona econòmica de Valònia.
- 2005 L'autoritat del Consell augmenta en concedir-li el dret de tutela sobre les institucions religioses i a més de les seves nou comunitats.